# Церковь Валлентуна
Церковь Валлентуна (швед. Vallentuna kyrka) — приходская церковь, входящая в диоцез Стокгольма. Церковь известна со Средневековья, впервые упоминается в 1190-х годах. Впоследствии не раз частично перестраивалась. Последняя реставрация была проведена с 1935 по 1938 годы под руководством архитектора Эверта Миллеса.
На территории церкви находится несколько рунических камней времён викингов, причём один из них встроен прямо в стену церкви.